# Acalyptris molleivora
Acalyptris molleivora es una especie de lepidóptero perteneciente a la familia Nepticulidae. Fue descrita por Scoble en 1980. Se encuentra en Sudáfrica (en Pretoria).
Las larvas se alimentan de Combretum molle.